# Gemensam kommitté (Europeiska unionen)
En gemensam kommitté är en typ av kommitté som vanligtvis inrättas när Europeiska unionen ingår internationella avtal med tredjeländer eller andra internationella organisationer. Varje gemensam kommitté består av företrädare för avtalsparterna och ansvarar för att genomföra vissa specifika uppgifter som fastställs i respektive avtal.